# 凌福彭

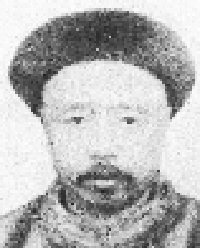

凌福彭（1854年—1930年），字潤臺，广东番禺县人，清朝及中华民国政治人物、书画家。

## 生平

### 清朝官员

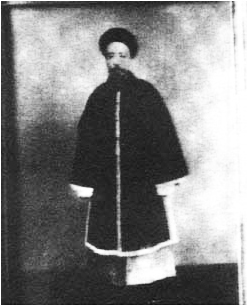
清朝时期的凌福彭

凌福彭为清朝光绪十一年（1885年）乙酉科拔贡。此后曾入张之洞幕府。历任户部七品小京官、主事、郎中，光绪十九年（1893年）取军机章京。光绪二十一年（1895年）中式乙未科进士，留军机处任职。
在北京期间，凌福彭和张荫桓过从甚密。光绪二十年（1894年），在凌福彭举办的聚餐中，康有为结识了张荫桓。

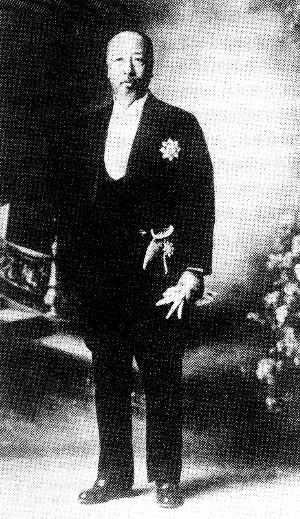
中华民国时期的凌福彭

光绪二十六年（1900年）春，凌福彭的女儿凌叔华出生。同年，庚子事变爆发，凌福彭和梁士诒、关冕钧、陈伯陶、麦鸿钧等人携家眷等共一百多人逃出北京，途中险些被乱民杀害，后避居怀柔县。同年10月，凌福彭回到北京，即被补授天津府知府。因天津被八国联军控制，直到两年后才得以上任。光绪三十一年（1905年），改署保定府知府，次年实授。光绪三十三年（1907年），护理天津道。他还曾代理津海关道，任长芦盐运使。光绪三十四年（1908年），任顺天府府尹。宣统二年（1910年）初，任直隶布政使。
凌福彭任天津府知府时，正值袁世凯在直隶推行新政，以天津为试点，凌福彭负责实施，成为天津地方自治的开创者。天津地方自治也是中国最早进行的地方自治。他与赵秉钧合作，成功从八国联军治下接管了天津，此后，凌福彭利用天津巡警在天津进行了人口普查，开创了中国人口普查的先声。他积极推进司法改革，改革监狱制度，1904年为罪犯兴办习艺所。凌福彭曾兼任天津工艺局及习艺所督办。他还兴办独立的审判厅，成为日后中国现代法院的鼻祖。凌福彭任保定府知府时，曾于1906年创办保定府官立中学堂，并自任总办。对于凌福彭在天津、保定任职期间的经历，袁世凯曾在奏议中称赞凌福彭道：

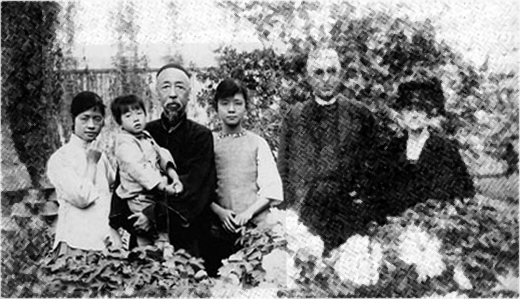
凌福彭（左三）和他的两个女儿凌叔华（左一）、凌淑浩（左四）、两个女儿的外甥（左二，姓名未详）、以及诺亚·韦伯斯特夫妇（左五、左六）

二十八年秋间随臣到津，接受地面，部署善后事宜，井井有条。三十年，委赴日本考察监狱、工艺，各得其精意之所在。差竣回国，缕晰条陈。天津习艺所之设，皆由该员手订，保定踵而行之，化莠为良，囚徒受福。一面设局创兴工艺，贫寒子弟皆得执业以谋生。是年大计，保荐卓异。曾护天津道并代理津海关道篆，河工洋务，考求有素，因应咸宜。三十二年调补保定知府。保定设有谳局，为通省刑名总汇，遇有疑难重案，笃饬局员悉心推鞠，务得真情，民无含冤，狱无留滞。因天津交涉事繁，仍调署天津府篆，以资熟手，并令督办自治局，总理高等审判分厅，以为立宪基础。该员才长心细，器识宏通，如果重以事权，必能力膺艰巨。

### 中华民国年间经历
中华民国成立后，他历任崇陵工程督修，袁世凯大总统府政治谘议，政治讨论会副会长，约法会议议员，获授少卿，二等嘉禾章。
凌福彭从政多年，结交了康有为等政界人士。因工书画词章，他还结交了辜鸿铭、齐白石、姚茫父、陈半丁、陈衡恪等文化界名流。离开政界隐居北京后，他以书画自娱自乐。
1930年，凌福彭病逝于广州西关。

## 家庭
- 父：凌朝庚，广东番禺县巨富。
- 妻子冯氏(番禺黄埔村富商)
- 妾，姓氏不详，二姨太。
- 妾，谢氏，三姨太(1873—？)。
- 妾，李若兰，卖唱女，生四女，凌淑芝、凌淑萍、凌叔华、凌淑浩。
- 长女：名不详
- 二女：凌雪山，嫁广州荔枝湾潘家
- 儿子：凌启恂
- 儿子：凌启淞
- 女儿：凌淑英(1895—1913)，于日本神户六甲山布引瀑布遇难。
- 女儿：凌瑞清(1896—1913)，于日本神户六甲山布引瀑布遇难。
- 女儿：凌大容(1897—1913)，于日本神户六甲山布引瀑布遇难。
- 儿子：凌淑桂(1898—1913)，于日本神户六甲山布引瀑布遇难。
- 庶女：凌淑芝(约1896—？，嫁铁道部长之子)
- 庶女：凌淑萍(1898—？，嫁上海)
- 庶女：凌叔华，作家，画家，丈夫陈西滢
  - 庶女婿：陈西滢
- 庶女：凌淑浩
  - 庶女婿：陈克恢，药理学家